# Efferia tucsoni
Efferia tucsoni este o specie de muște din genul Efferia, familia Asilidae, descrisă de Wilcox în anul 1966. Conform Catalogue of Life specia Efferia tucsoni nu are subspecii cunoscute.